# بوحامد (بنقردان)
بوحامد هي قرية تونسية تابعة لعمادة الشهبانية من معتمدية بنقردان، تبعد قرابة 40 كلم على وسط مدينة بنقردان، بلغ عدد سكانها 170 نسمة حسب آخر إحصائيات سنة 2014

### مواضيع ذات علاقة
- معتمدية بنقردان.
- ولاية مدنين.